# Contra-Kreis-Theater

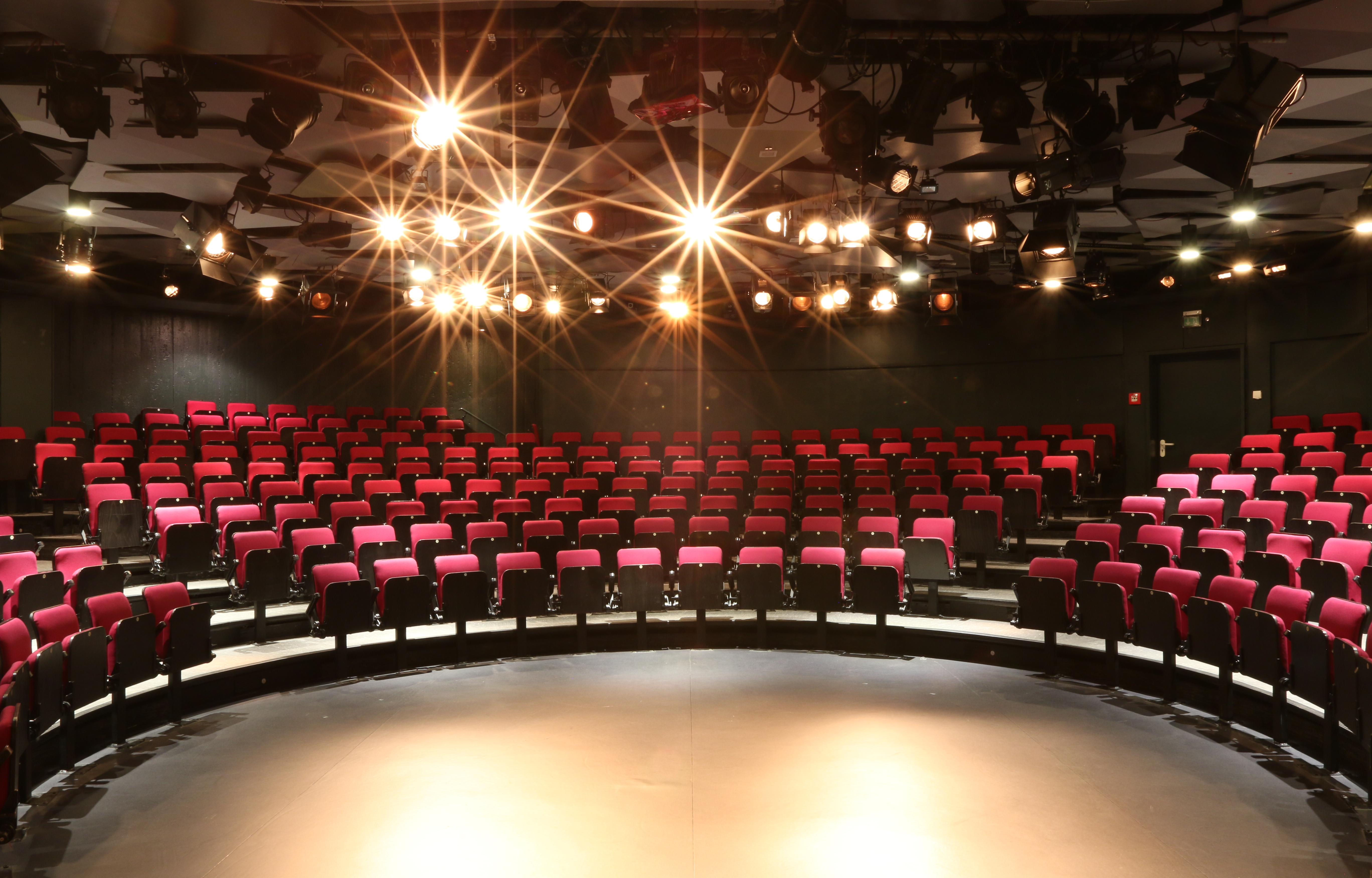
Der Zuschauerraum

Das Contra-Kreis-Theater ist das älteste Privattheater in Bonn. Es wurde von Gustav Kurt Hoffmann gegründet und am 20. Mai 1950 mit dem Stück Hamlet eröffnet. 1966 musste es an seinem damaligen Standort dem neuen Stadthaus weichen. Seither hat es seinen Platz neben dem Hauptgebäude der Rheinischen Friedrich-Wilhelms-Universität Bonn. Gespielt werden Komödien, Musicals und aktuelle Stücke junger Autoren.
Seinen Namen verdankt das Theater nicht der kreisrunden Bühne, sondern der Name geht zurück auf einen Kreis von Schauspielern und Mäzenen, der 1950 einen Spielplan „contra Stadttheater“ im Sinn hatte. Es verfügt über 258 Sitzplätze und hat sich durch zahlreiche Ur- und Erstaufführungen einen überregionalen Namen gemacht. Fernsehsendungen trugen zum guten Ruf des Theaters bei. Lange Jahre wurde das Theater von Katinka Hoffmann und Horst Johanning, dem langjährigen Vizepräsidenten des Deutschen Bühnenvereins und Vorsitzenden der Privattheatergruppe, geleitet. Träger ist die Contra-Kreis-Theater GmbH.

## Auszeichnungen
- 2002: Da-Capo-Award der Da Capo (Musikzeitschrift) für das Comedy-Musical What a feeling! von Wolfgang Adenberg und Stephan Ohm als bestes Comedy-Musical 2002 (Uraufführung am 17. Januar 2002)
- 2014: Monica-Bleibtreu-Preis in der Sparte Komödie für das Stück Achtung Deutsch! bei den 3. Privattheatertagen in Hamburg